# 十勝連隊区
十勝連隊区（とかちれんたいく）は、大日本帝国陸軍の連隊区の一つ。前身は十勝大隊区である。北海道の一部地域の徴兵・召集等兵事事務を取り扱った。実務は十勝連隊区司令部が執行した。1898年（明治31年）に廃止された。

## 沿革
1894年（明治27年）10月19日の大隊区司令部条例改正（明治27年勅令第178号）により十勝大隊区が設置され、第7師管第14旅管に属した。また、同時に改正された「陸軍管区表」（明治27年勅令第177号）により、次のとおり管轄区域が定められた。
北海道
広尾郡・当縁郡・中川郡・十勝郡・河西郡・河東郡・上川郡（十勝国）
1896年（明治29年）4月1日、十勝大隊区は連隊区司令部条例（明治29年勅令第56号）によって連隊区に改組され、旅管が廃止となり引き続き第7師管に属した。管轄区域は、廃止された浦河大隊区の区域を編入し、次のとおり定められた。
北海道
広尾郡・当縁郡・中川郡・十勝郡・河西郡・河東郡・上川郡（十勝国） 沙流郡・新冠郡・静内郡・浦河郡・様似郡・幌泉郡・三石郡（日高国）
1898年4月1日、連隊区司令部条例改正（明治31年3月8日勅令第35号）により十勝連隊区は廃止され、旭川連隊区が新設された。旧管轄区域は、十勝国区域は釧路連隊区に、日高国区域は札幌連隊区に編入された。